# Burgos, Ilocos Sur

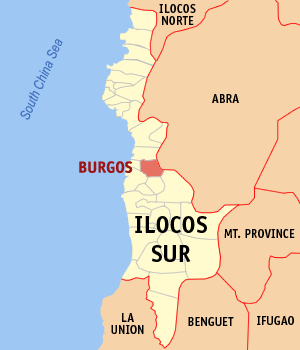
Bản đồ Ilocos Sur với vị trí của Burgos

Burgos là một đô thị hạng 4 ở tỉnh Ilocos Sur, Philippines. Theo điều tra dân số năm 2000 của Philipin, đô thị này có dân số 11.175 người trong 2.174 hộ.

## Các đơn vị hành chính
Burgos được chia ra 26 barangay.
| - Ambugat - Balugang - Bangbangar - Bessang - Cabcaburao - Cadacad - Callitong - Dayanki - Lesseb - Lubing - Lucaban - Luna - Macaoayan | - Mambug - Manaboc - Mapanit - Poblacion Sur (Masingit) - Nagpanaoan - Dirdirig (Dirdirig-Padayao) - Paduros - Patac - Poblacion Norte (Bato) - Sabangan Pinggan - Subadi Norte - Subadi Sur - Taliao |